# 关键阶段1
关键阶段1（Key Stage 1）这一术语是指英格兰和威尔士的学校教育中的一个阶段，为期2年，通常称为1年级和2年级，学生得年龄从5到7岁。在这一关键阶段，学生通常就读于独立的幼儿学校（infant school），不过有时在属于某个小学的一部分接受教育。

## 法律定义
根据《2002年教育法》的定义，关键阶段1是指“开始于班级大多数学生满6岁的学年，结束于班级大多数学生满7岁的学年的时期”

## 目标
这一关键阶段的所有学生必须从事国家课程所规定的至少11个领域教育程序的学习：
- 英文
- 数学
- 科学
- 信息与通讯技术（Information and Communication Technology）
- 设计技术
- 历史
- 地理
- 艺术与设计
- 音乐
- 体育
- 宗教教育

这一阶段结束时，英格兰7岁（2年级）的学生通常要参加全国统一课程考试，俗称标准成绩考试（SATs）。这些任务由教师完成，包括英文、数学和科学。